# Bacanmyzomela
Bacanmyzomela (Myzomela batjanensis) är en fågelart i familjen honungsfåglar inom ordningen tättingar.

## Utbredning och systematik
Fågeln förekommer enbart på ön Bacan i norra Moluckerna. Den betraktas traditionellt som underart till sulawesimyzomela (Myzomela chloroptera), men allt oftare som egen art.

## Status
Den kategoriseras av IUCN som sårbar.